# Raymond Sommer
Raymond Pierre Sommer (Mouzon, 31 agosto 1906 – Cadours, 10 settembre 1950) è stato un pilota di Formula 1 francese.

## Biografia

Sommer nel 1948

Fu il primo pilota a guidare in gara per il neocostruttore Enzo Ferrari, giungendo terzo al debutto della Ferrari 125 S al Gran Premio d'Italia del 5 settembre 1948, a Torino.
Nel 1950, alla guida di una Cooper, durante il Gran Premio dell'Alta Garonna di Formula 3, viene coinvolto in un incidente che gli costa la vita.
È sepolto nel cimitero di Mouzon.

## Risultati in Formula 1

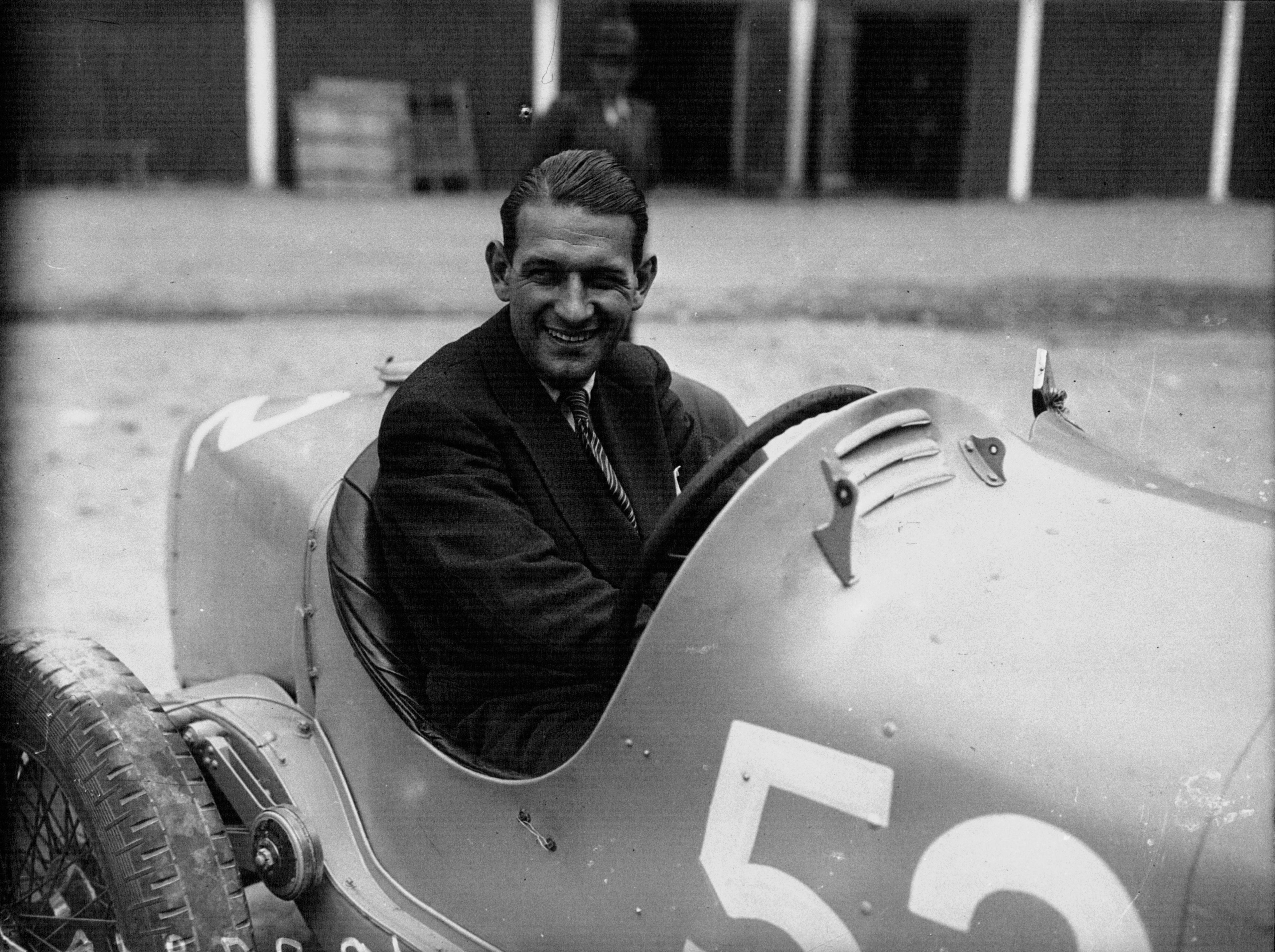
Sommer nel 1933

| 1950 | Scuderia            | Vettura            |  |   |  |     |     |     |     | Punti | Pos. |
| ---- | ------------------- | ------------------ |  | - |  | --- | --- | --- | --- | ----- | ---- |
| 1950 | Ferrari Talbot-Lago | 125 F1 166 F2 T26C |  | 4 |  | Rit | Rit | Rit | Rit | 3     | 16º  |

| Legenda | 1º posto     | 2º posto | 3º posto    | A punti         | Senza punti/Non class.  | Grassetto – Pole position Corsivo – Giro più veloce |
| Legenda | Squalificato | Ritirato | Non partito | Non qualificato | Solo prove/Terzo pilota | Grassetto – Pole position Corsivo – Giro più veloce |

## Palmarès
- 24 Ore di Le Mans 1932
- 24 Ore di Le Mans 1933
- Gran Premio di Francia 1936
- 24 Ore di Spa 1936
- Gran Premio di Tunisia 1937
- Gran Premio del Valentino 1947
- Gran Premio di Madrid 1949